# 宗秋刚
宗秋刚，北京大学空间物理与应用技术研究所所长、教授，主要从事磁层物理、空间天气学等方面的研究工作。入选中华人民共和国教育部第八批"长江学者"特聘教授，享受中国国家国务院特殊津贴。